# Borysławice Zamkowe
Borysławice Zamkowe – wieś w Polsce położona w województwie wielkopolskim, w powiecie kolskim, w gminie Grzegorzew, nad Rgilewką.
Najstarsza wzmianka o jej istnieniu pochodzi z 1384 roku. Stanowiła własność szlachecką. 
We wsi istnieje Koło Gospodyń Wiejskich.  
Wieś szlachecka Borzysławice Zamkowe położona była w drugiej połowie XVI wieku w powiecie łęczyckim województwa łęczyckiego. W latach 1975–1998 miejscowość administracyjnie należała do województwa konińskiego.

## Zabytki
- ruiny zamku z XV wieku